# Cadre-47/2-Europameisterschaft 1974

Logo CEB (ausrichtender Verband)

Veranstaltungsort: Elda

Die Cadre-47/2-Europameisterschaft 1974 war das 35. Turnier in dieser Disziplin des Karambolagebillards und fand vom 25. bis zum 28. April 1974 in Elda in der spanischen Provinz Alicante statt. Es war die siebte Cadre-47/2-Europameisterschaft in Spanien.

## Geschichte
Mit einer großen Überraschung endete die Europameisterschaft in Elda. Günter Siebert, als Außenseiter bei dieser EM gestartet, gewann völlig überraschend den Titel. Bei diesem Klassefeld im Cadre war damit absolut nicht zu rechnen. Wenn man die Durchschnitte der Plätze zwei bis fünf sieht ehrt das trotzdem seine Leistung. Vor der siebten und damit letzten Spielrunde konnten noch vier Akteure den Titel holen. Die entscheidenden Partien waren aber Siebert gegen den Titelverteidiger Hans Vultink und des Lokalmatadors  José Gálvez, der keine Titelchance mehr hatte, gegen Ludo Dielis. Die besten Chancen hatte Vultink, dem ein Unentschieden zum Sieg gereicht hätte. Hier zeigte Siebert aber seine beste Partie und gewann mit 400:189 in sechs Aufnahmen. Dadurch musste Dielis gegen Gálvez gewinnen. Aber Gálvez begann ganz stark mit 265 Punkten in der ersten Aufnahme. Nach sechs Aufnahmen war dann sein Sieg mit 400:317 perfekt und der Altenessener konnte seinen Titel feiern.

## Turniermodus
Hier wurde im Round Robin System bis 400 Punkte gespielt. Es wurde mit Nachstoß gespielt. Damit waren Unentschieden möglich.
Bei MP-Gleichstand wird in folgender Reihenfolge gewertet:
1. MP = Matchpunkte
2. GD = Generaldurchschnitt
3. HS = Höchstserie

## Abschlusstabelle
| MP    | Match Points (Sieger = 2; Unentschieden = 1; Verlierer = 0) |
| Pkte. | Erzielte Karambolagen                                       |
| Aufn. | Benötigte Versuche                                          |
| GD    | Generaldurchschnitt                                         |
| BED   | Bester Einzeldurchschnitt eines Spielers                    |
| HS    | Höchstserie                                                 |
|       | Bester GD des Turniers                                      |
|       | Bester ED des Turniers                                      |
|       | Beste HS des Turniers                                       |
|       | 1. Platz (Gold)                                             |
|       | 2. Platz (Silber)                                           |
|       | 3. Platz (Bronze)                                           |

| Platz                      | Name              | MP   | Pkte. | Aufn. | GD    | BED    | HS  |
| -------------------------- | ----------------- | ---- | ----- | ----- | ----- | ------ | --- |
| 1                          | Günter Siebert    | 10:4 | 2567  | 66    | 38,89 | 66,66  | 189 |
| 2                          | Hans Vultink      | 9:5  | 2465  | 36    | 68,47 | 200,00 | 400 |
| 3                          | Franz Stenzel     | 9:5  | 2386  | 42    | 56,80 | 133,33 | 306 |
| 4                          | Ludo Dielis       | 8:6  | 2148  | 26    | 82,61 | 200,00 | 292 |
| 5                          | Francis Connesson | 8:6  | 2220  | 31    | 71,61 | 400,00 | 786 |
| 6                          | José Gálvez       | 8:6  | 2168  | 57    | 38,35 | 80,00  | 288 |
| 7                          | Miguel Espona     | 4:10 | 1445  | 47    | 30,74 | 36,36  | 156 |
| 8                          | Hans Koevoets     | 0:14 | 737   | 71    | 10,38 | –      | 58  |
| Turnierdurchschnitt: 42,91 |                   |      |       |       |       |        |     |